# 线状谷底沉积
线状谷底沉积 (Lineated valley fill)，简称“LVF”，又叫线状底表沉积(lineated floor deposit)，是火星上某些谷道中的一种特征，显示为象被环流冲刷出道道沟脊的障碍物。阴影测量显示，至少部分沟脊有数米高。据认为，这些线状谷底沉积富含百米厚的水冰，并可能被保护在一层薄薄的岩壳下面。这层岩壳由风载尘埃、碎落岩壁以及冰岩混合物中冰蒸发(从固态直接变成气态)后的剩余物所构成。地球上一些冰川也显示了类似的脊状。高分辨率成像科学设备拍摄的高清照片显示，部分线状谷底沉积表面显示出一层奇特的图案，叫做细胞闭合型和细胞开放型脑纹地形。研究认为这种类似脑纹的地形，为堆积的尘埃和其他碎屑表面产生的裂纹以及部分表面冰升华所致，是重力和季节性冷热变化共同作用的结果。舌状岩屑坡和同心坑沉积也显示出这种相同的表面，因此，这三种结构的表面被认为有关联性。

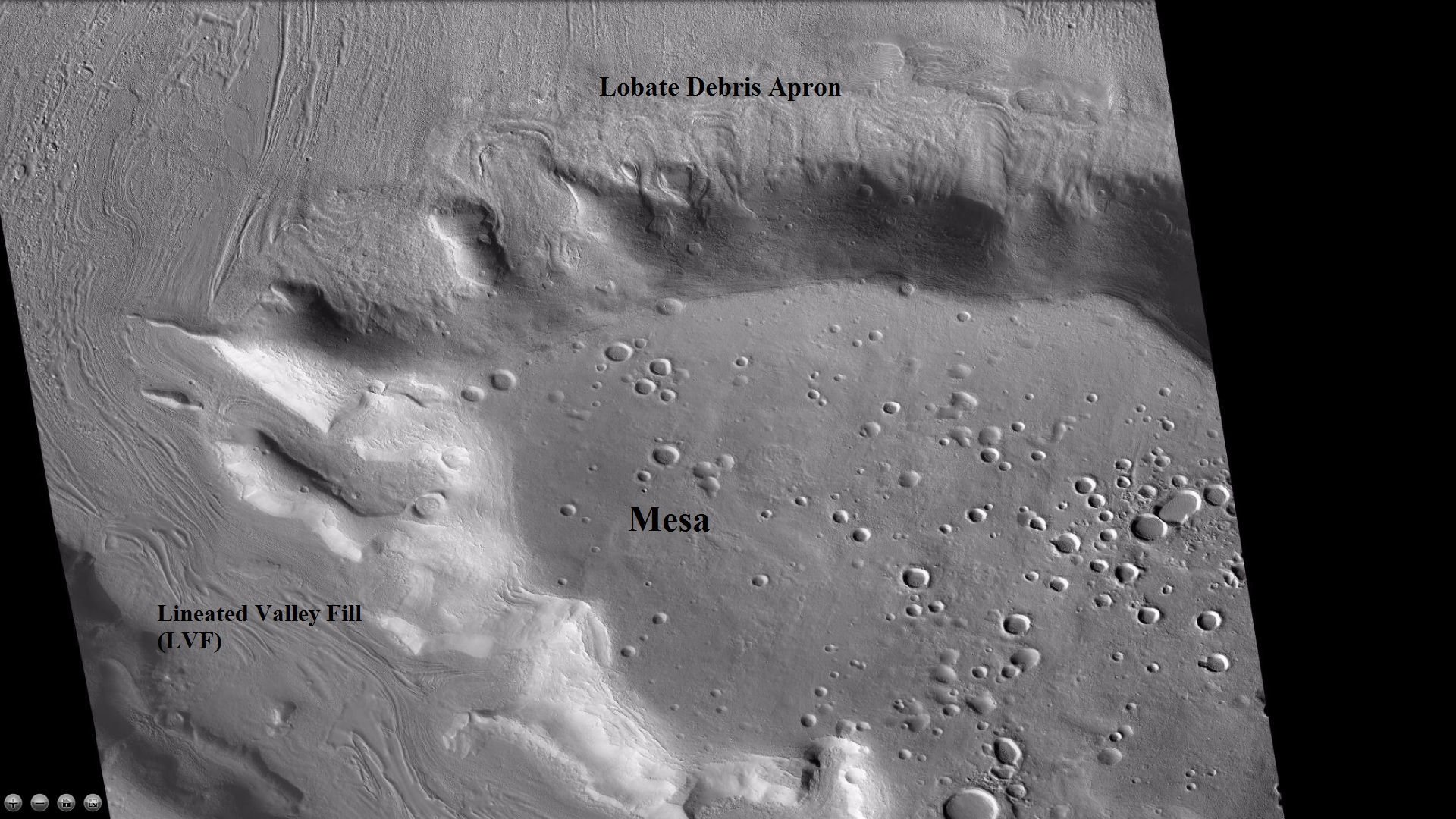
背景相机拍摄的桌山宽景图所显示的线状谷底沉积和舌状岩屑坡(LDA)，据信，二者都是被碎屑覆盖的冰川。图像位于伊斯墨诺斯湖区。
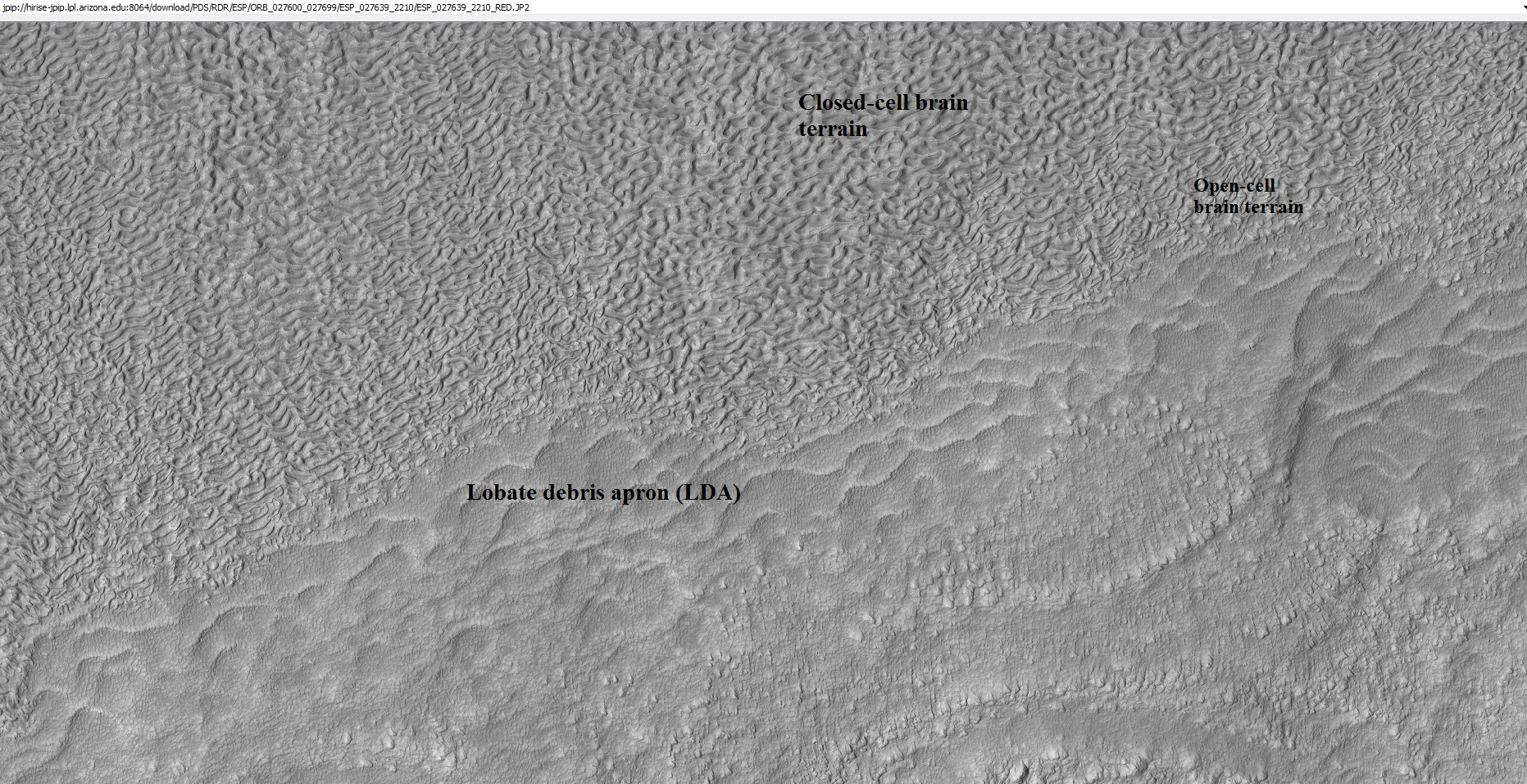
上一幅桌山图像中的舌状岩屑坡特写，显示了开放型脑纹地形和更常见的闭合型脑纹地形，细胞开放型脑纹地形被认为里面含有冰核。高分辨率成像科学设备拍摄。
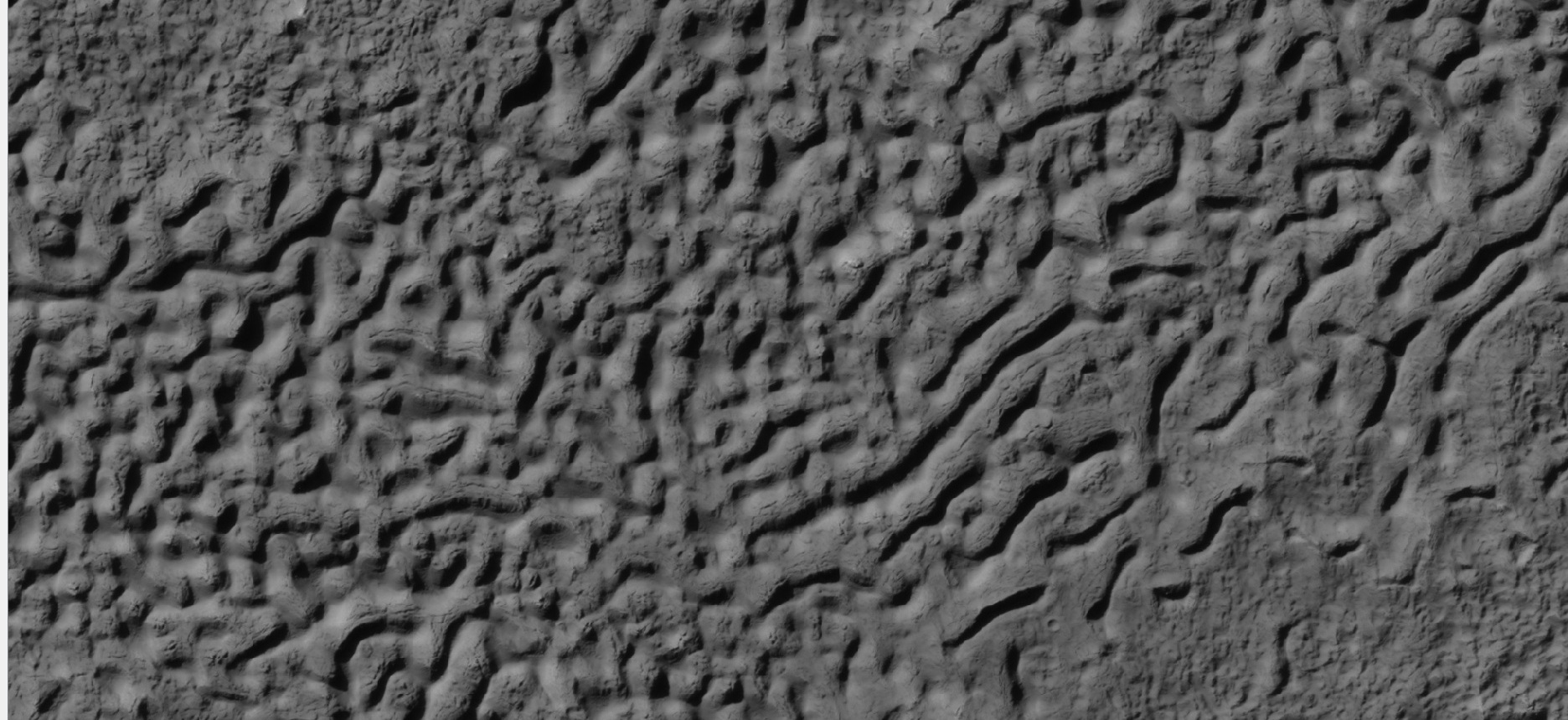
高分辨率成像科学设备拍摄的闭合型脑纹地形，该类表面更常见于舌状岩屑坡、同心坑沉积和线状谷底沉积。
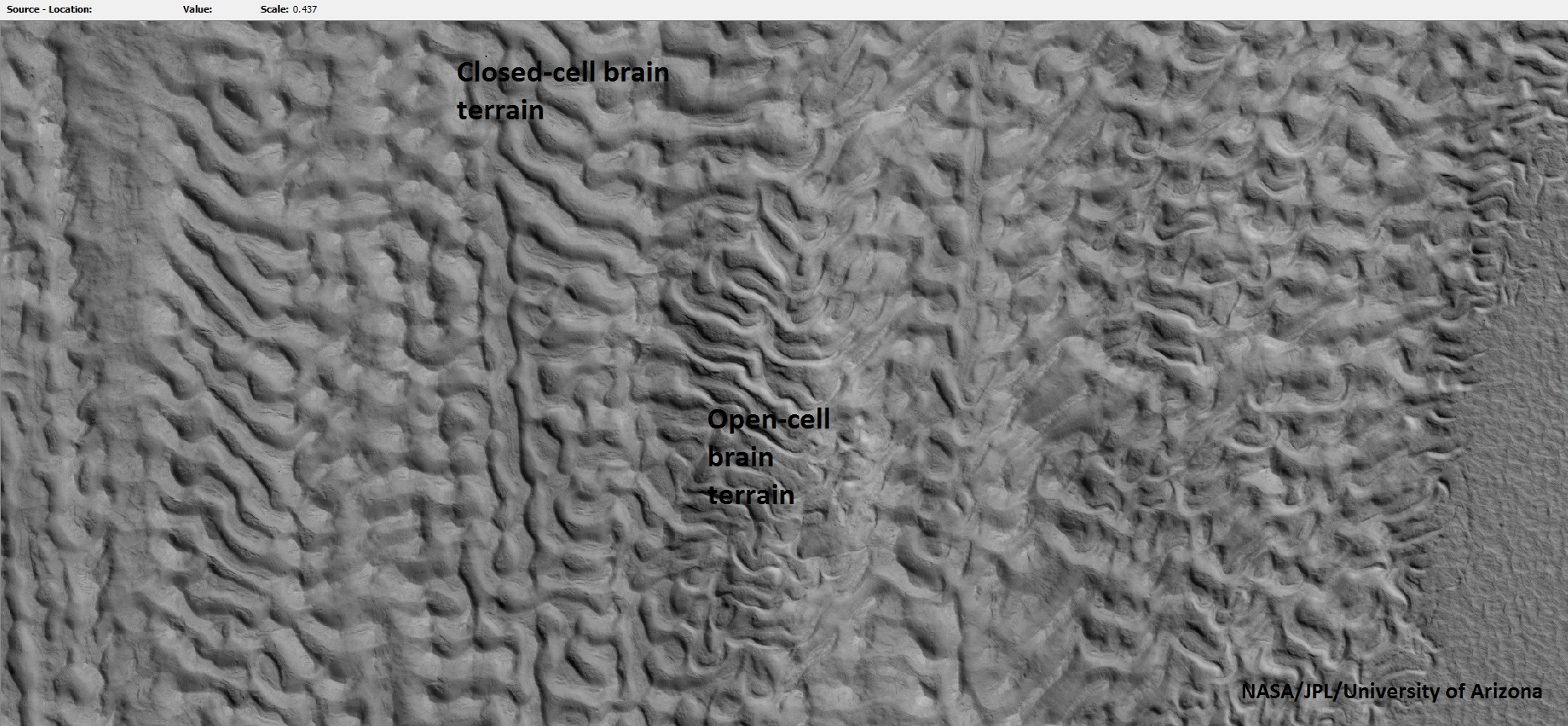
开放和闭合型脑纹地形，高分辨率成像科学设备拍摄。

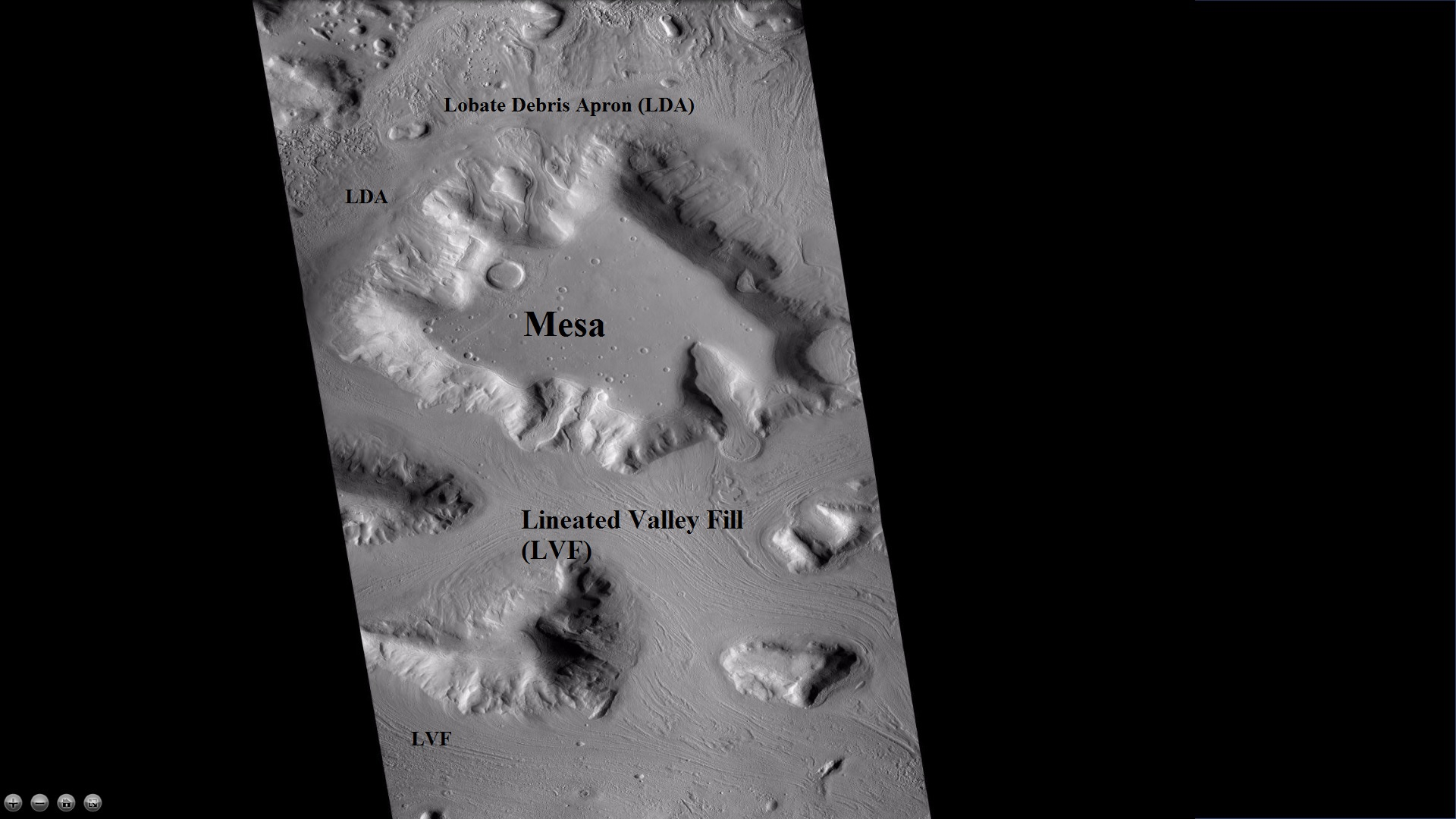
宽景背景相机视图中显示的被舌状岩屑坡和线状谷底沉积环绕的桌山和小丘群，图像位于伊斯墨诺斯湖区。
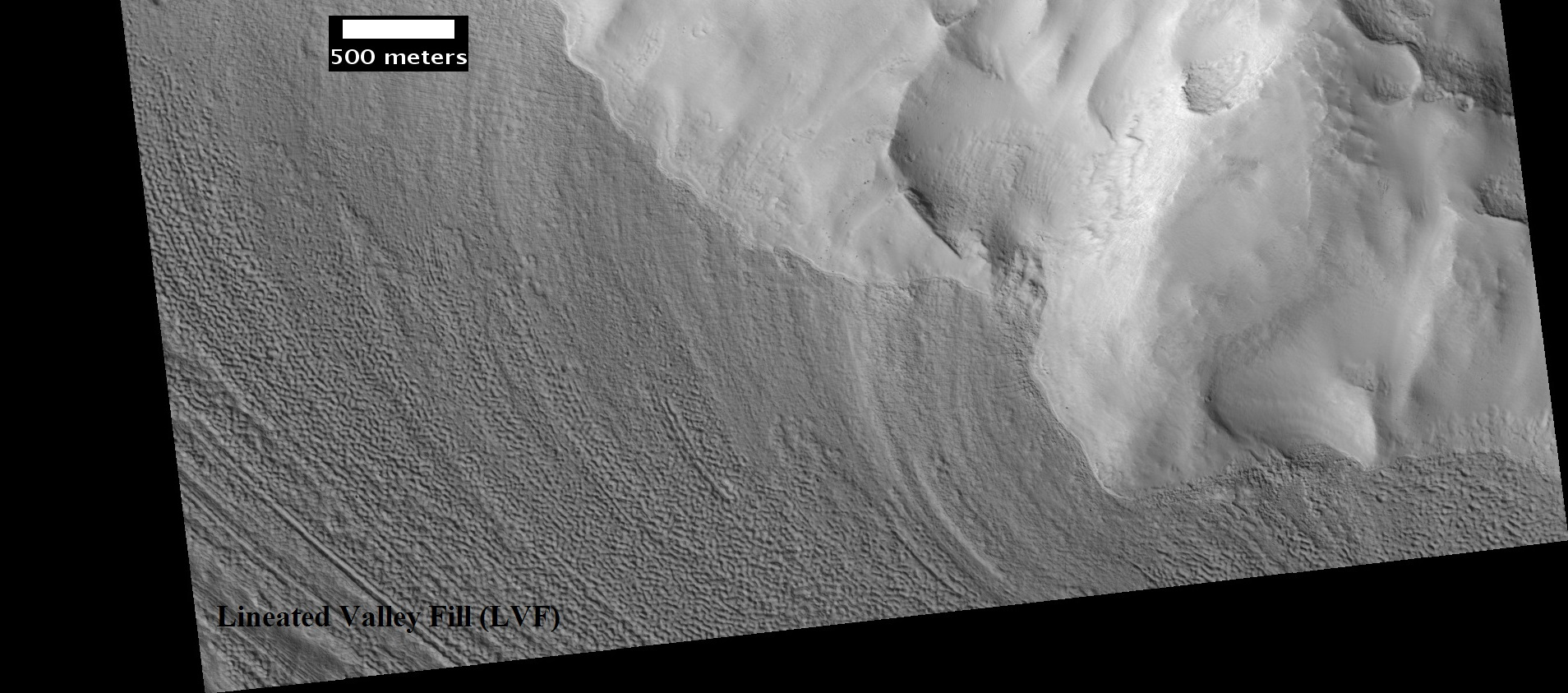
高分辨率成像科学设备拍摄的线状谷底沉积 (LVF)特写，是放大的前一幅背景相机图像。
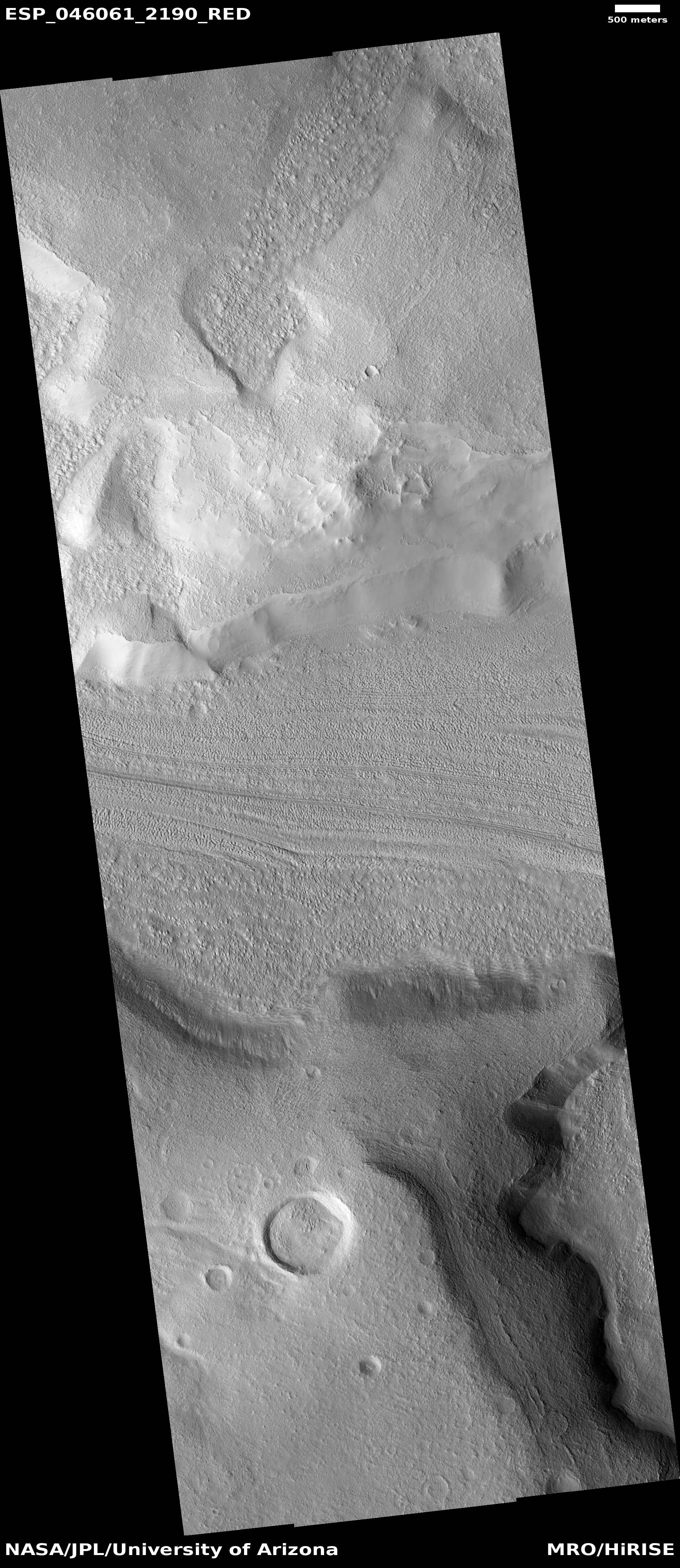
高分辨率成像科学设备拍摄的线状谷底沉积。
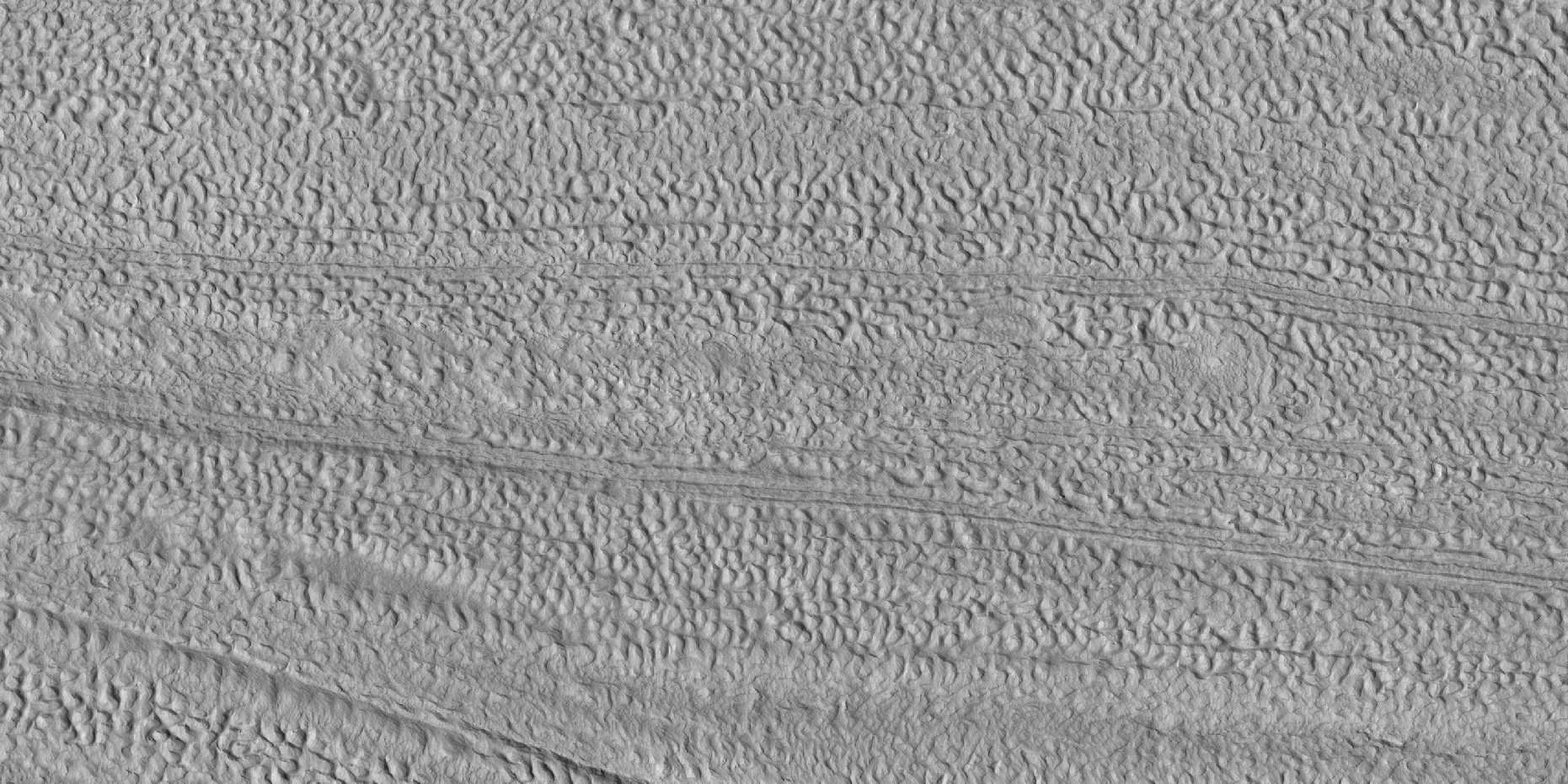
高分辨率成像科学设备拍摄的线状谷底沉积近照。
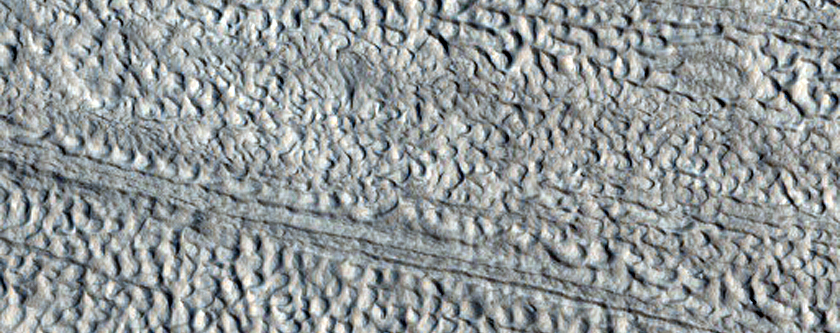
高分辨率成像科学设备拍摄的线状谷底沉积彩色近照。
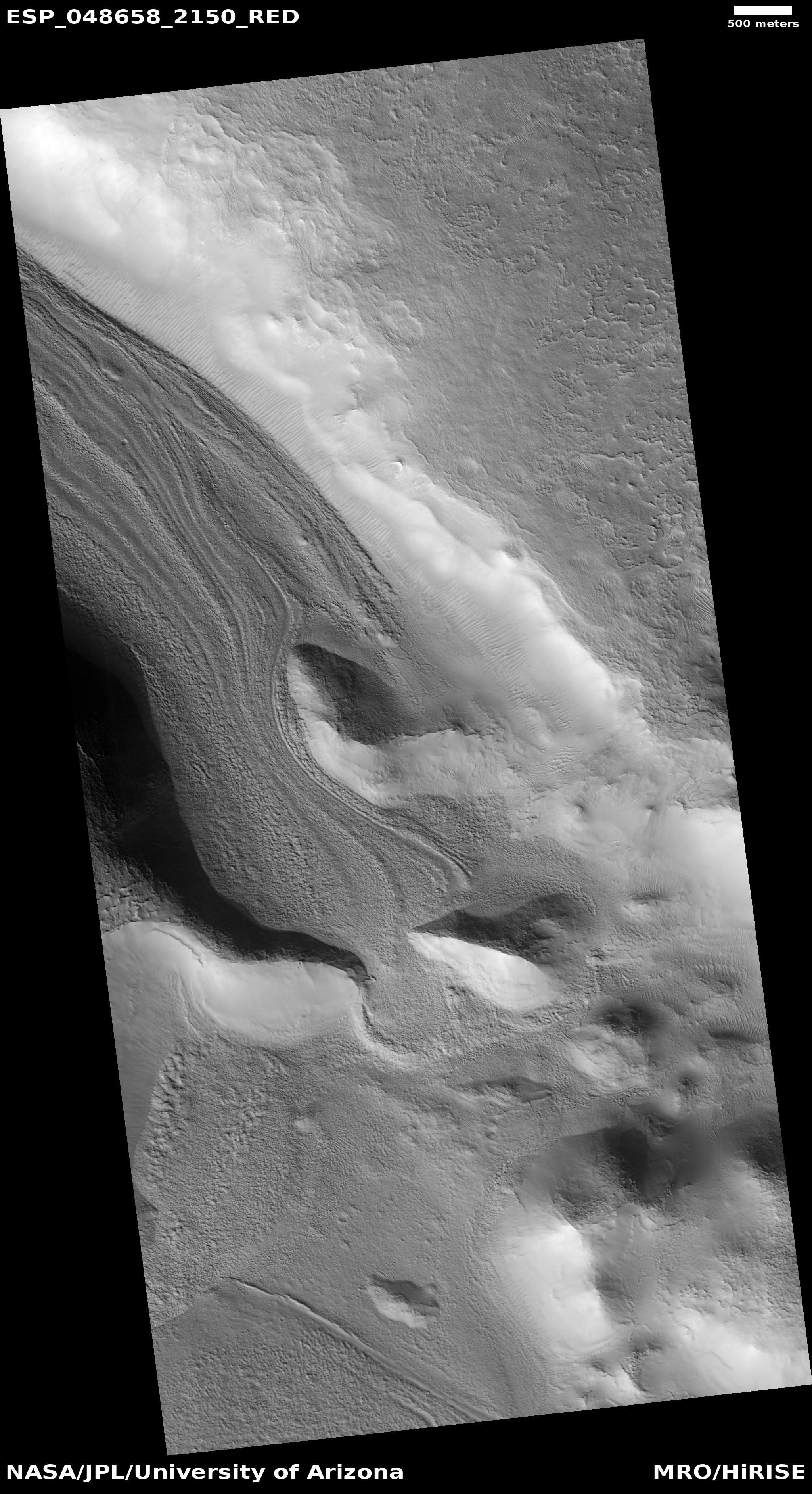
高分辨率成像科学设备在卡西乌斯区拍摄的有线状谷底沉积的峡谷，冰移动导致的线状谷底流。

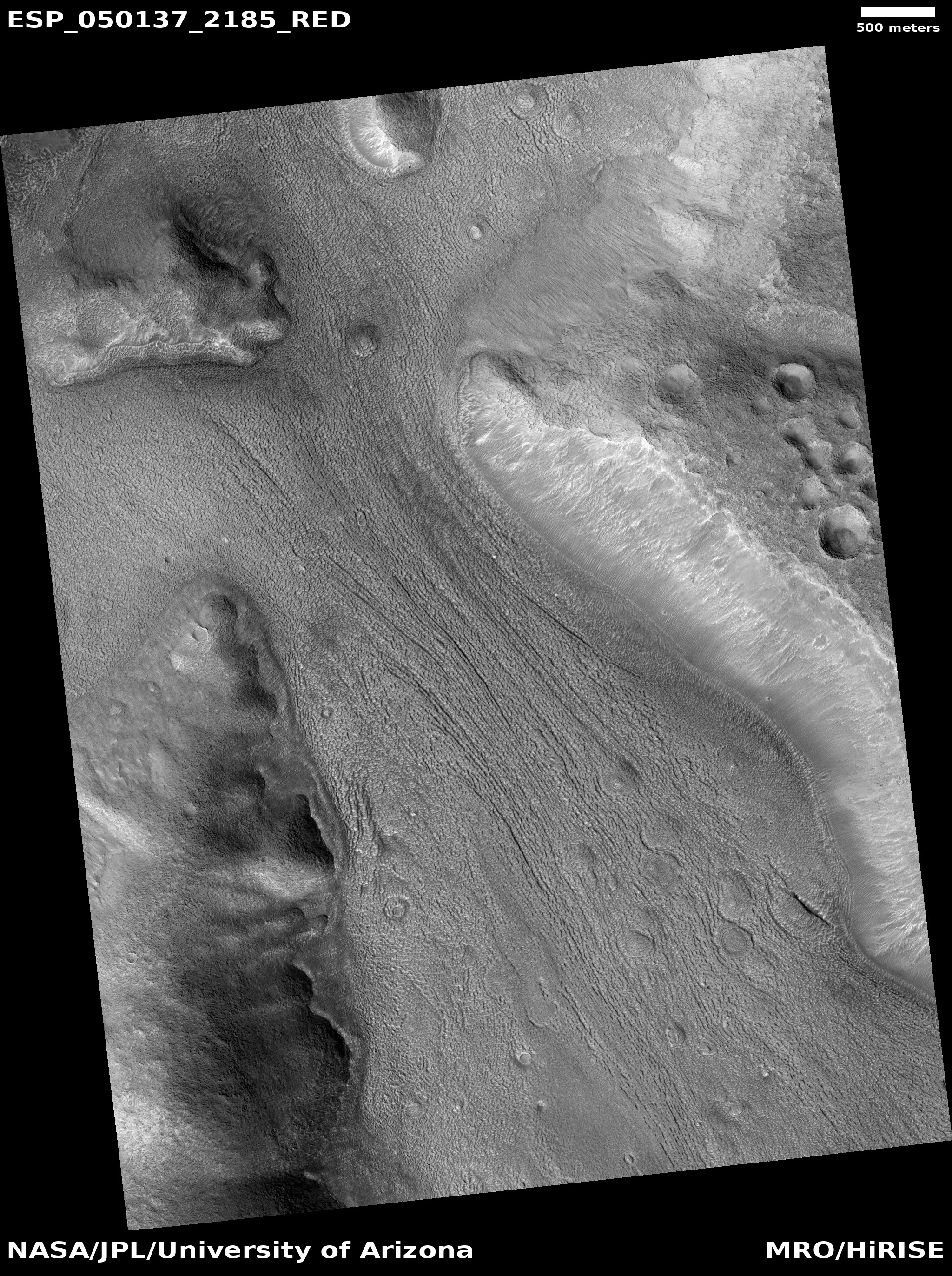
峡谷中的线状谷底沉积，高分辨率成像科学设备拍摄于伊斯墨诺斯湖区。线状谷底流是被碎屑覆盖的冰。
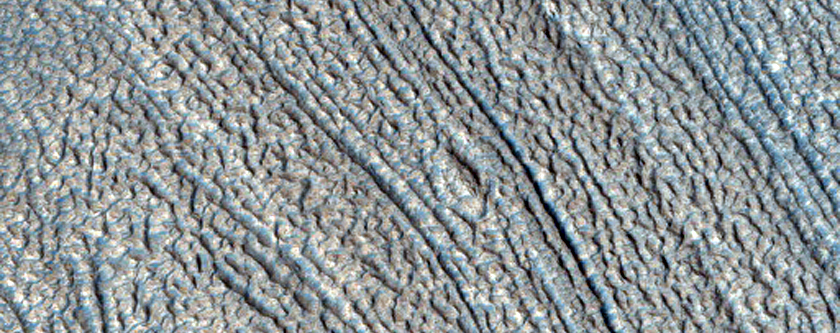
高分辨率成像科学设备拍摄的更靠近的线状谷底沉积彩照。
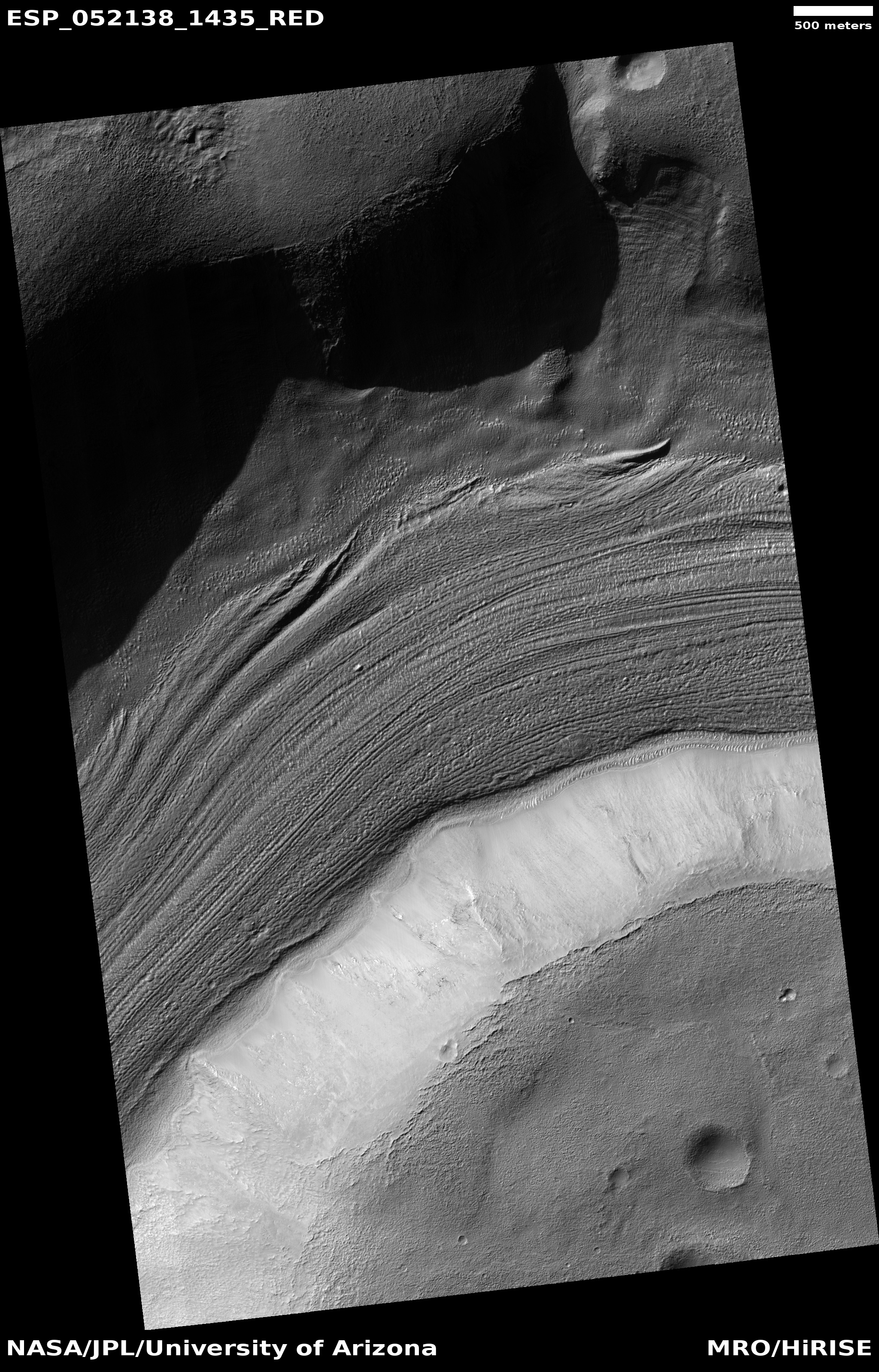
高分辨率成像科学设备拍摄于赫拉斯区的线状谷底沉积。

线状底表沉积起始于舌状岩屑坡(LDAs)，当这些碎屑泻入峡谷后就留在了狭窄的谷底，并摊开成一层覆盖层。通过追踪舌状岩屑坡的脊线路径，研究人员逐渐相信舌状岩屑坡弯曲的脊线会慢慢伸直，多少会变成较笔直的线状谷底沉积脊线。
在发生线状谷底沉积和舌状岩屑坡的区域，许多撞击坑具有同心坑沉积：巨大的垄脊和类似人脑纹的“脑纹地形”表面。 
西弥斯卫星、火星轨道相机、火星勘测轨道飞行器背景相机和高解析度成像科学设备获得的许多火星表面高品质图像以及详细的测高数据。这些大量的数据为研究线状谷底沉积及其它特征提供了极大的帮助。
火星勘测轨道器浅表层雷达接收到了分别来自舌状岩屑坡顶部和底部发出的强烈反射信号，这意味着它的里面大部分为纯净的水冰(在两个反射信号之间)，有力地证明了赫拉斯平原的舌状岩屑坡为覆盖着一层薄岩壳的冰川。由于线状谷底地形来自于舌状岩屑坡，因此，可能至少在某些地方含有被埋藏的冰。
 

## 与过去气候的关系
对舌状岩屑坡和线状谷底沉积的研究表明，火星上曾发生过多次冰川活动，其中一次的冰川厚度接近一公里。这些大冰期与火星转轴倾角大幅度变化所引起的气候大变迁有关。质量较大的月球阻止了地球倾角出现巨幅摇摆，而火星的两颗卫星都很小，所以，火星会经历一个让极地冰盖照射到更多直射阳光的大周期。 
在这段时期中，火星冰盖中的冰会升华，厚厚的积雪降落在中纬度地区，而在这些地区，同心坑沉积、线状山谷沉积和舌状岩屑坡都很常见。线状谷底沉积上的撞击坑分布表明，至少在某些地区曾出现过亚马逊纪
。

## 位置
在中纬度地区，尤其是是北部火星分界区附近，线状谷底沉积很常见。尼罗瑟提斯桌山群、普罗敦尼勒斯桌山群和都特罗尼勒斯桌山群都有许多线状谷底沉积的示例，伊斯墨诺斯湖区和赫拉斯区的许多峡谷，也都显示有线状谷底沉积。
线状山谷沉积及其他与冰有关的形式统称为锐蚀地形，分布在那些伴随有孤耸高原和桌山群的蜿蜒或笔直峡谷中。

## 线状谷底沉积的重要性
对线状谷底沉积的研究补充了证明火星气候在过去曾经历许多巨大变化的证明。
有时下雪，有时雪会融化，由此产生的小面积液态水导致了岩石风化，可能为生命提供了有利的环境。理解线状谷底沉积和其他冰贮藏的形式将可让未来定居者能够在火星上找到水源。
鲁尔谷, 如下图所示，显示了这些沉积物。有时，线状底表沉积显示出V形图案，这是运动的进一步证据。下面这张由高解析度成像科学设备在鲁尔谷拍摄的照片展示了这些图案。 

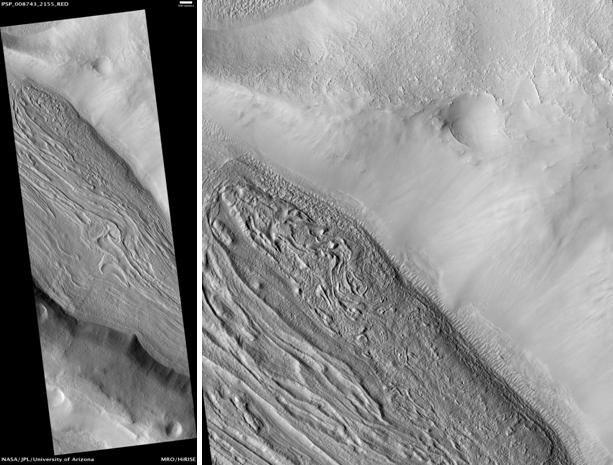
由高分辨成像科学设备拍摄的科勒槽沟中的线状谷底沉积。比例尺长500米，图像位于伊斯墨诺斯湖区。
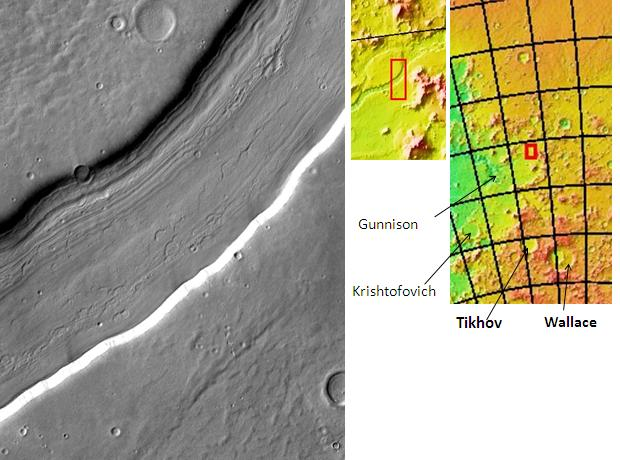
高分辨率成像科学设备拍摄的鲁尔谷谷底线状底表沉积，点击图像查看其它的特征。图像位于伊斯墨诺斯湖区。

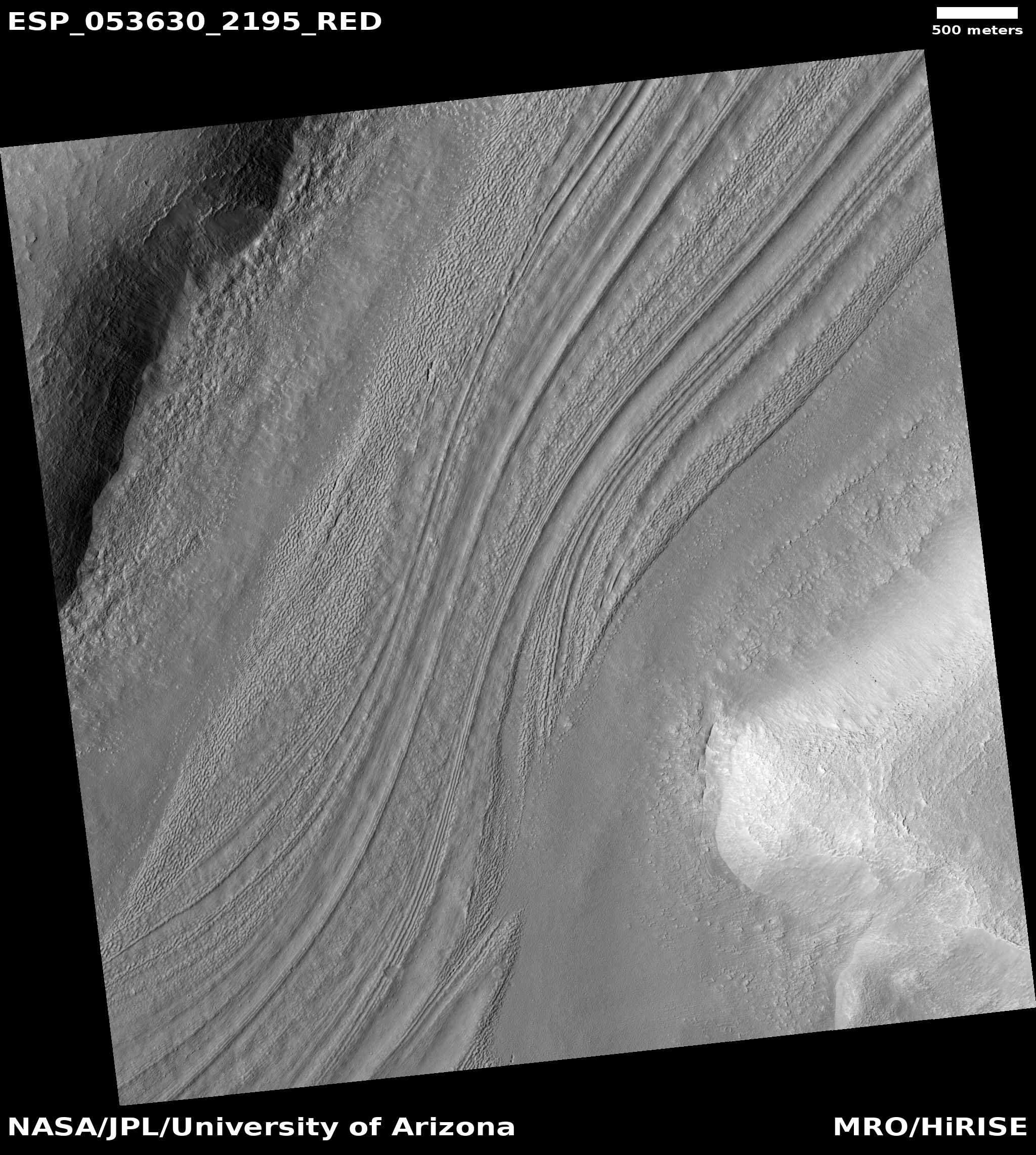
线状谷底沉积全景图，由HiWish计划下高分辨率成像科学设备所拍摄，图像位于伊斯墨诺斯湖区。
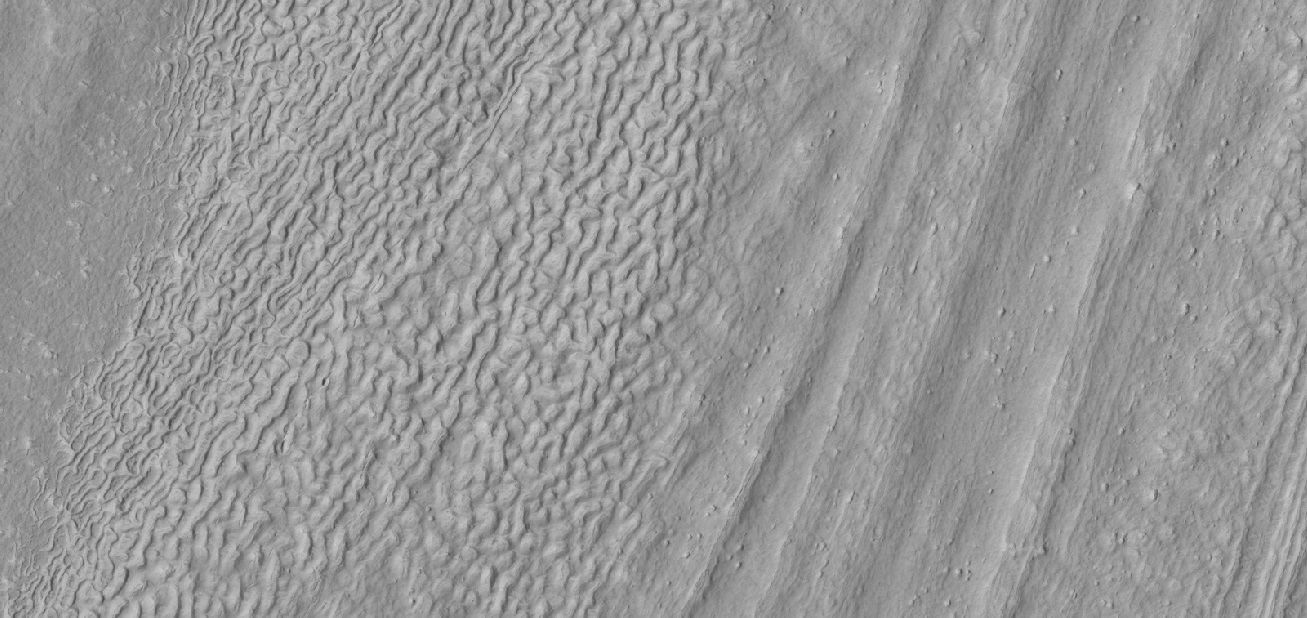
线状谷底沉积近距图，由HiWish计划下高分辨成像科学设备拍摄，图像位于伊斯墨诺斯湖区，显示了张开和闭合式的脑纹地形。
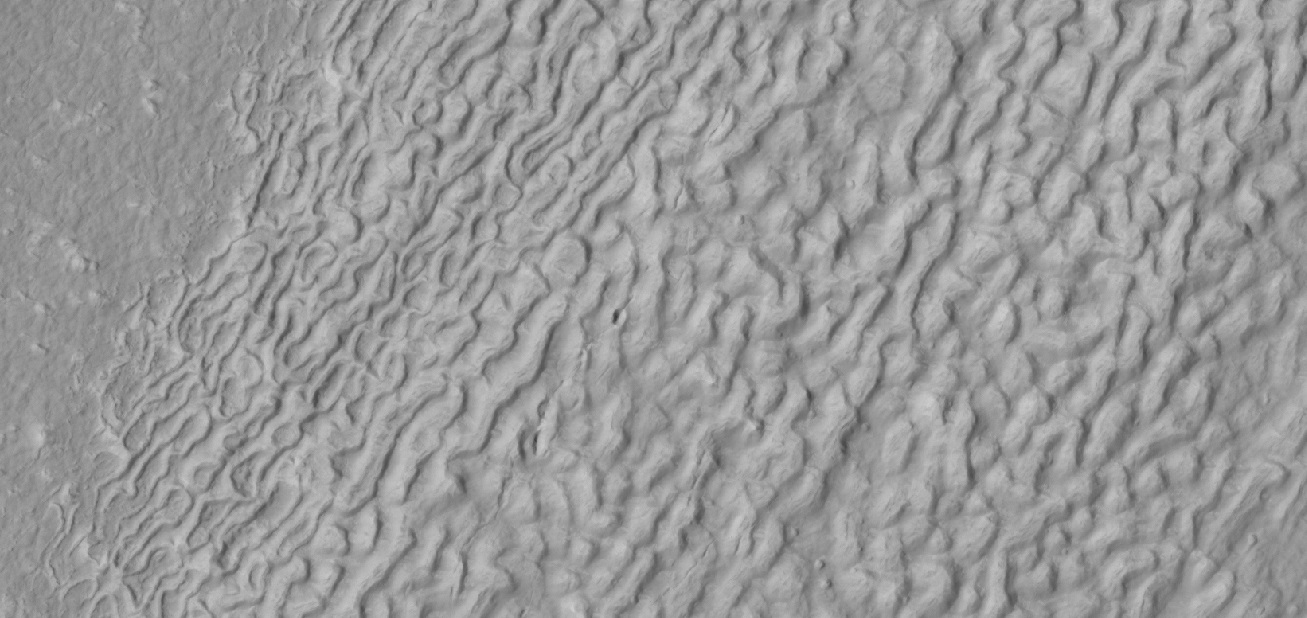
线状谷底沉积表面脑纹地形放大图，由HiWish计划下高分辨成像科学设备拍摄于伊斯墨诺斯湖区。
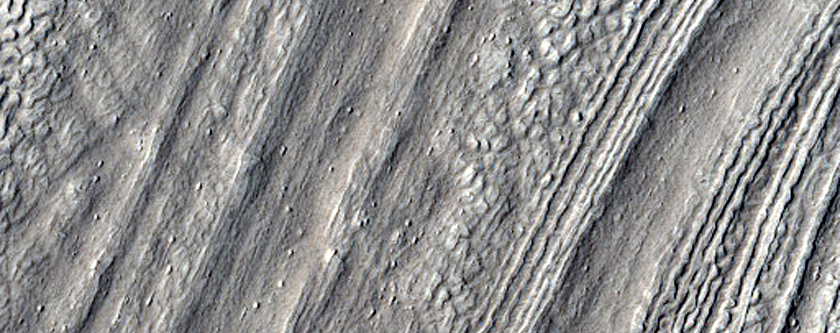
靠近、彩色的线状谷底沉积图。HiWish计划下高分辨成像科学设备拍摄于伊斯墨诺斯湖区。